# Erez Katz
Pour les articles homonymes, voir Katz.
Erez Katz, en hébreu : ארז כץ, né le 9 avril 1980, à Jérusalem, en Israël, est un joueur israélien de basket-ball. Il évolue durant sa carrière au poste d'arrière.

## Palmarès
- Coupe ULEB 2004
- Finaliste du championnat d'Europe -20 ans 2000